# Piotr Szadkowski
Piotr Szadkowski (ur. 19 października 1898 w Opatówku, zm. 15 października 1926 tamże) – plutonowy Wojska Polskiego w II Rzeczypospolitej, kawaler Orderu Virtuti Militari. 

## Życiorys
Urodził się w rodzinie Antoniego oraz Marii z domu Czernik. W rodzinnej miejscowości ukończył szkołę powszechną, a następnie wyuczył się zawodu kołodzieja od ojca, który pracował w tym zawodzie. Był członkiem Polskiej Organizacji Wojskowej. 
W listopadzie jako ochotnik wstąpił w szeregi Wojska Polskiego, gdzie otrzymał przydział do 8 kompanii 2 pułku piechoty i w którym otrzymał awans na stopień plutonowego. Razem z pułkiem walczył na froncie podczas trwającej wojny polsko-bolszewickiej. Wykazał się odwagą podczas walk w okolicy wsi Czerniawka, kiedy nagle poderwał kompanię do ataku na pozycje nieprzyjaciela zapobiegając przed grożącym jej okrążeniem. Za czyn ten został wyróżniony nadaniem Krzyża Srebrnego Orderu Virtuti Militari.
Po zakończeniu wojny w dalszym ciągu mieszkał w Opatówku, gdzie trudnił się rzemiosłem oraz handlem. Pracując założył również koło Związku Strzeleckiego. Zmarł po ciężkiej chorobie. Pochowany został na miejscowym cmentarzu. Rodziny nie założył. 

## Ordery i odznaczenia
- Krzyż Srebrny Orderu Wojskowego Virtuti Militari nr 2216[3]
- Krzyż Walecznych[3]